# Victor De Haen

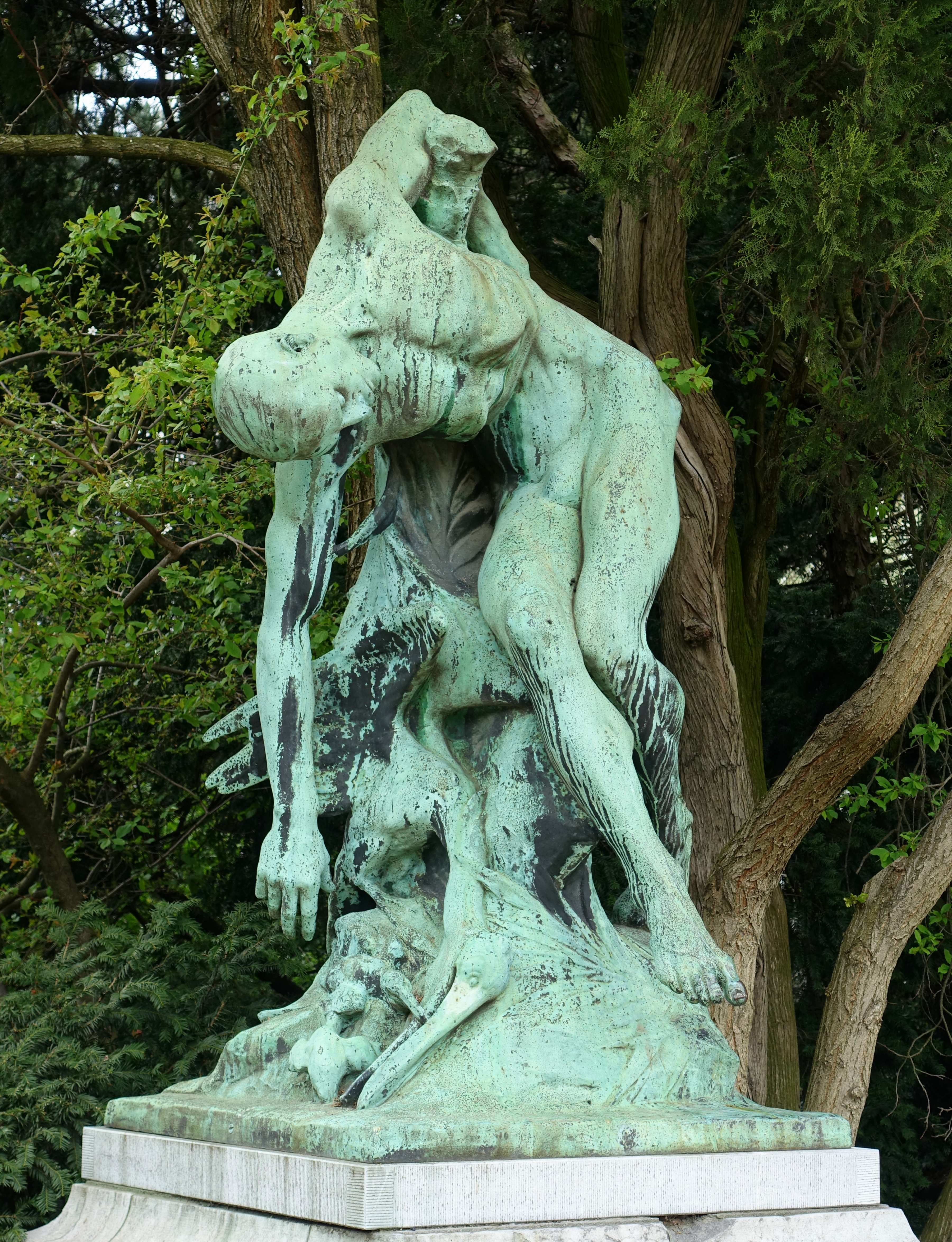
De Palm of De Martelaar

Victor De Haen (Schaarbeek, 22 oktober 1866 – Brussel, 1934) was een Belgisch beeldhouwer.
Hij was de zoon van Jacques-Philippe De Haen (1831 – 1900), die eveneens beeldhouwer was. Hij kreeg zijn kunstopleiding aan de Koninklijke Academie voor Schone Kunsten te Brussel, waar hij van 1882 tot 1892 was ingeschreven, in het atelier van Jan Frans Portaels (1818-1895) en Charles Van der Stappen (1843-1910).
In 1894 won hij de Prijs van Rome. Hij stelde evenwel zijn reis naar Italië steeds maar uit en pas nadat hij een berispende brief had ontvangen van de minister, trok hij uiteindelijk in 1898 met vrouw en kinderen naar Rome, waar hij tot 1900 verbleef.
De Haen was lid van Le Sillon.
Voor de Kruidtuin in Brussel maakte hij het beeld genaamd De Palm of De Martelaar. Het stelt een gefolterde man voor wiens ineengezakte lichaam aan een palmboom is vastgeketend. In 1897 beeldhouwde hij Marnix van Sint-Aldegonde voor een Brusselse school in de Hoogstraat. In 1908 maakte hij een beeld van de schilder Antoine Wiertz voor Dinant. In 1924 organiseerde het Sint-Truidense gemeentebestuur een prijskamp voor een 'monument den Gesneuvelden van Sint-Truiden ter eere'. Victor De Haen won de prijskamp. Het gedenkteken werd op zondag 26 juni 1927 plechtig ingehuldigd in de Stapelstraat.

## Selectie van werken
- Le Bien et le Mal, rond het horloge van de Beurs van Brussel
- De Palm of De Martelaar in de Kruidtuin
- Portretten van Victor Bonnevie en Paul Émile Janson in het Justitiepaleis van Brussel
- Richard Zondervan als kind, in de collectie van de Koninklijke Musea voor Schone Kunsten van België
- De Brandweerman (1919), voor het Gemeentehuis van Sint-Gillis